# 斯特拉斯克莱德王国
斯特拉斯克莱德（直译：「克莱德河谷」）是一个由布立吞人建立的中世纪早期王国，地处现今的苏格兰南部低地及克莱德河流域地区。
该王国兴起于罗马人撤离不列颠之后的“亨奥格莱兹”（古北方）。罗马帝国退出大不列颠岛后，布立吞语使用者在今苏格兰南部低地和英格兰北部建立了许多政权，「亨奥格莱兹」是对该地理文化区域的泛称。
斯特拉斯克莱德王国在中世纪时的首府是邓巴顿城堡（布立吞语古稱為“阿尔特克卢特”，意为“克莱德岩”）。关于其起源，有学者推测该王国可能与托勒密的《地理》中提到的杜姆诺尼人有关。
斯特拉斯克莱德王国曾与皮克特人、达尔里阿达王国结盟，对抗来自南方的盎格鲁人的入侵，但最终在889年被北方的阿尔巴王国（苏格兰王国前身）吞并。